# Il medico dei pazzi
Il medico dei pazzi (bra: Totó, o Médico dos Loucos) é um filme italiano de 1954, dirigido por Mario Mattoli, baseado na farsa O miedeco d'e pazze (1908) de Eduardo Scarpetta.
Estreou em Portugal a 31 de Março de 1956, nos cinemas. Estreou na televisão portuguesa, na RTP, na segunda-feira, dia 5 de Março de 1962, às 22 e 5, na rubrica de Fernando Garcia "7ª Arte".

## Sinopse
Ciccillo e um jovem que vive há anos em Nápoles à custa do seu tio Felice, que acredita andar a pagar-lhe os estudos de medicina. Quando Felice da Roccasecca (o lugar onde vive) chega a Nápoles com a mulher e a filha, Ciccillo mete em cena o seu amigo Michelle e prepara um novo golpe às finanças do tio: pretende ter-se tornado num psiquiatra e precisa de 500 liras para comprar uma máquina de choques elétricos que ajudará um seu paciente a curar-se. Claro que o dinheiro tem outro destino, a clínica não é mais que a pensão onde vivem e o doido é apenas outro dos hóspedes. E não faltam peripécias, nesta comédia de equívocos.